# Lyon - La Duchère
O Lyon - La Duchère é um clube de futebol francês fundado em 1964 em Lyon. A equipe compete no Championnat National.